# Macropipus puber
Macropipus puber är en kräftdjursart. Macropipus puber ingår i släktet Macropipus och familjen simkrabbor. Inga underarter finns listade i Catalogue of Life.

## Bildgalleri

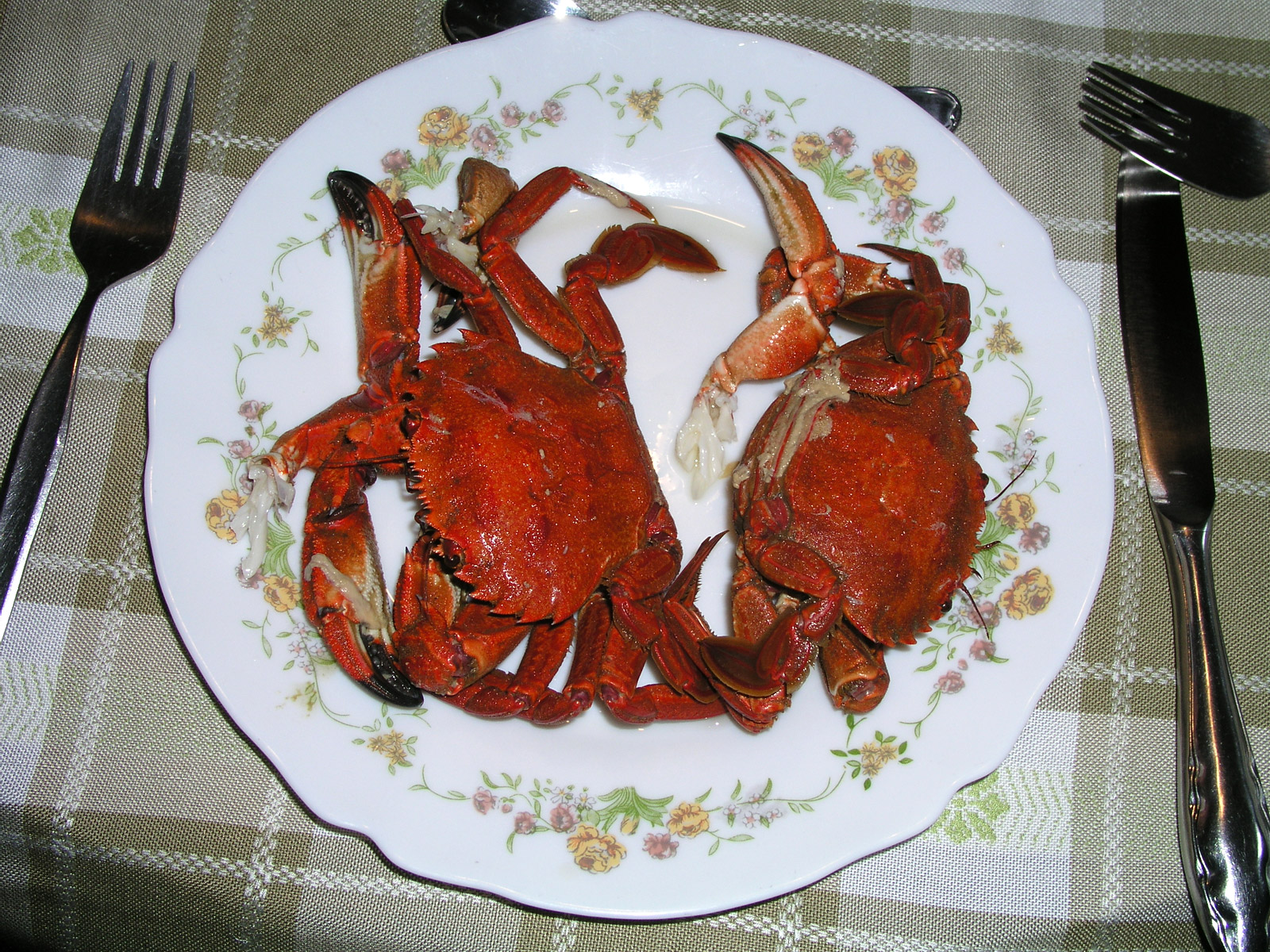
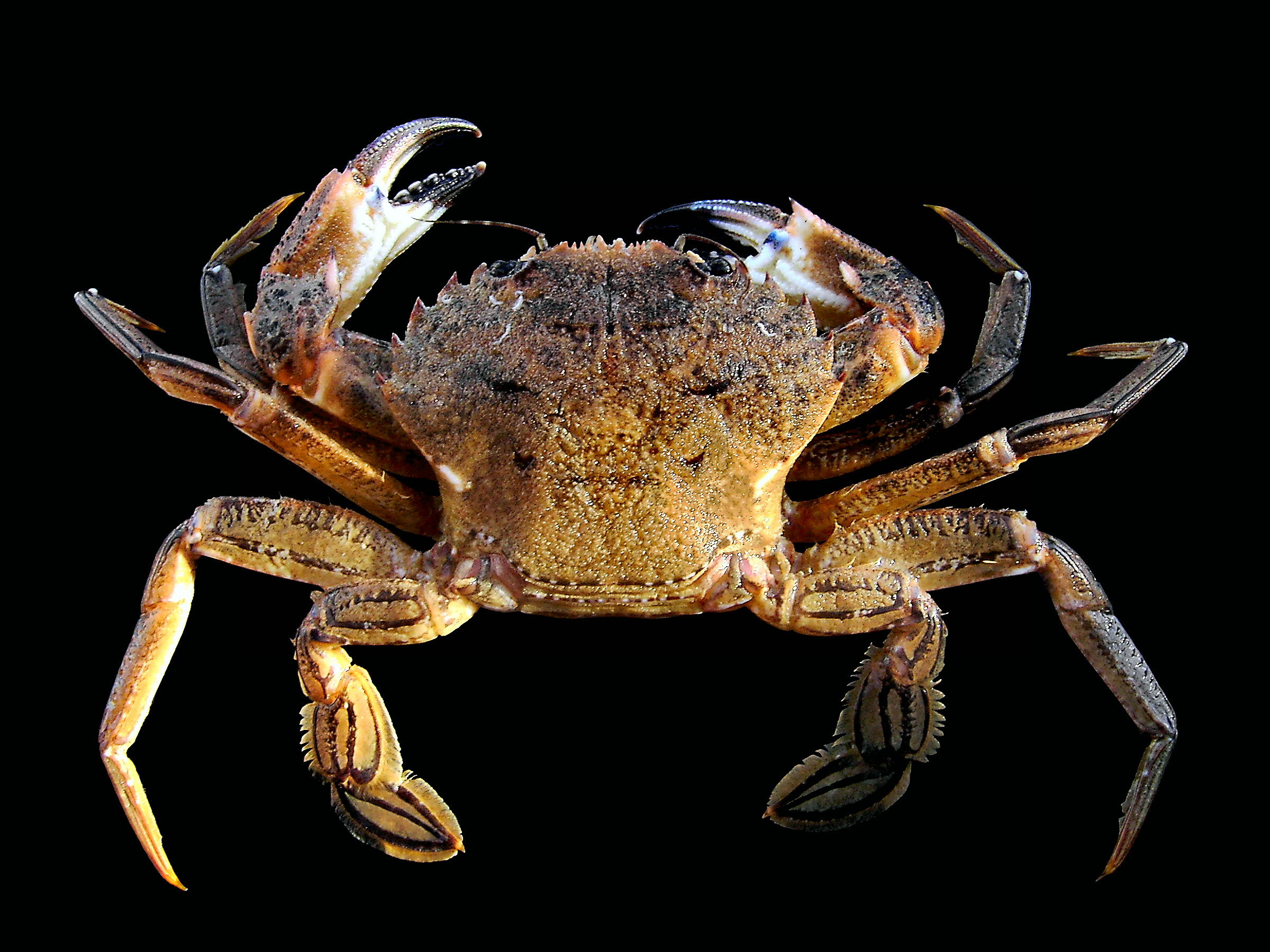
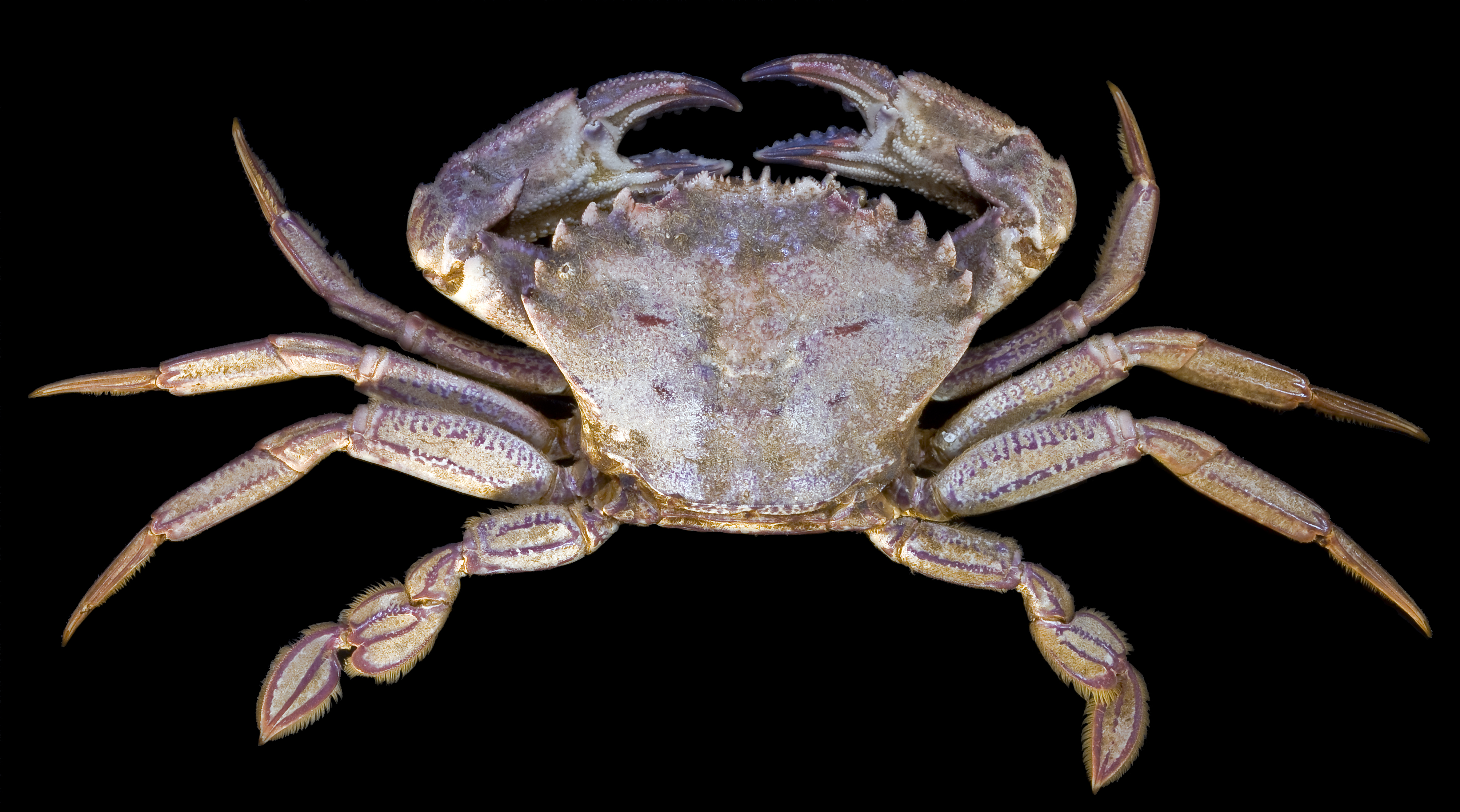
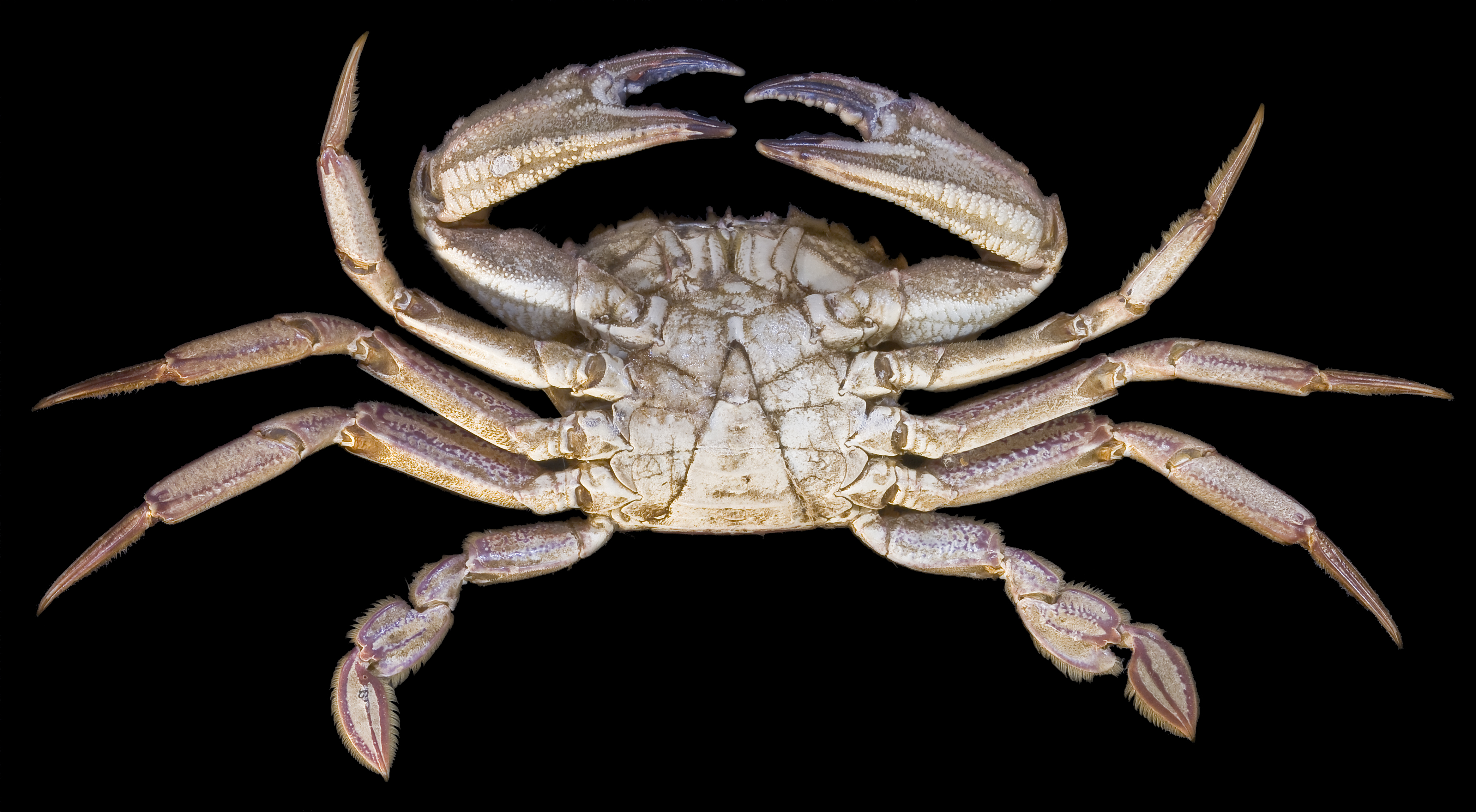
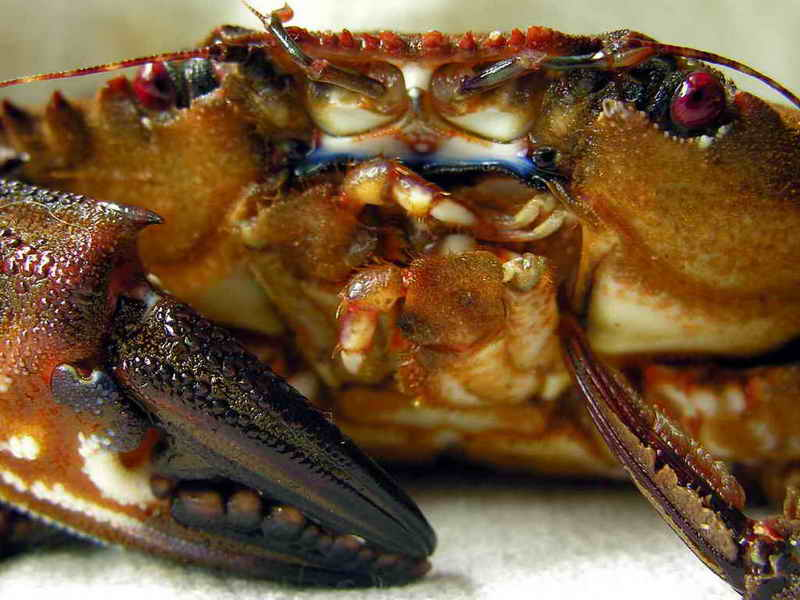
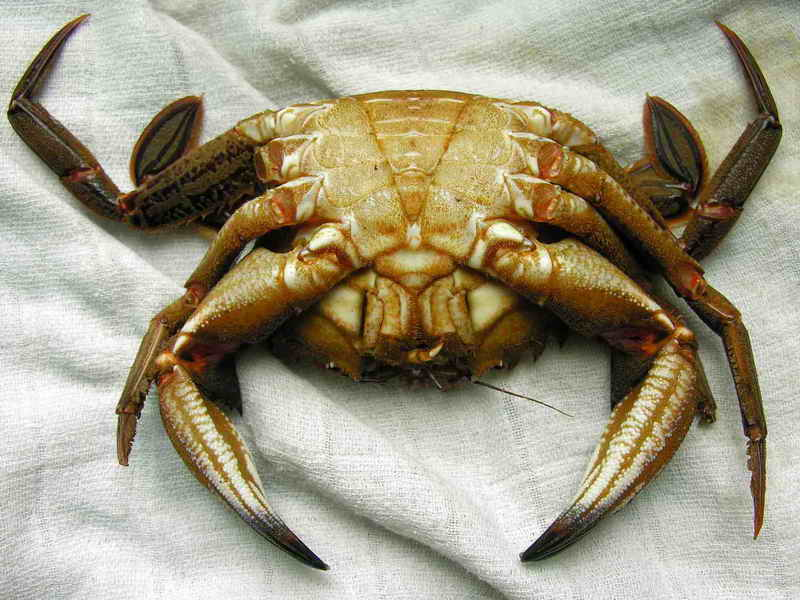